# Милица Божинова
Милица Божинова е българска поп певица. Тя е позната повече в музикалните среди като солистка на вокална група „Тоника СВ“, основана от Стефан Диомов през 1980 г.

## Биография
Милица Божинова е родена на 4 юни 1957 г. в София. Пътя ѝ предопределят родителите, които пеят в столичния хор „Родна песен“. Заедно с Александрина Милчева, която след време ще даде първите уроци на бъдещата певица, те я окуражават да следва пътя към сцената и да ходи на репетициите в хора. Често в къщи им е гостувал композиторът Йосиф Цанков. 
Милица пропява на 3-години, на 5-годишна възраст започва да свири на пиано. Така Милица свири интензивно 8 години, а покрай пианото се увлича и по пеенето, дори я приемат в хор „Бодра смяна“. Свиренето ѝ помага много, развивайки не само нейната музикалност, а и певческите ѝ наклонности.
Още от 7 клас набляга на пеенето и се школува в много и различни самодейни състави. Любими нейни изпълнители са Емил Димитров, италианското дете чудо Робертино Лорети, Рита Павоне, Лили Иванова, Йорданка Христова и Константин Казански.
Средното си образование завършва в 32 гимназия „Климент Охридски“, а висшето – в ДМА „Панчо Владигеров“, специалност „Поп и джаз пеене“. След това е хористка в хор „Бодра смяна“. Още като студентка работи с Митко Щерев, записва филмова музика за „Адаптация“, „Завръщане от Рим“, „Обратната страна на огледалото“. През 1978 г. започва работа към Концертна дирекция с групата „Фоноекспрес“, а две години по-късно се явява на конкурс за солистка на вокална група „Тоника СВ“, с което започва кариерата ѝ.

## Активен период
След естрадния отдел на консерваторията разпределят Милица Божинова да работи в Концертна дирекция. На поп сцена тя се появява за пръв път с групата „Фоноекспрес“ през 1978 г. Съставът е със самочувствие като наследник на „Диана експрес“ и Милица се изявява като тяхна подгряваща певица. Милица е едва на 18 години, когато се омъжва за музикант от „Фоноекспрес“, и на 19 години ражда първото си дете.
От 1980 до 1991 г. тя е неизменна част като солистка от „Тоника СВ“ – период, изпълнен с усилен труд – репетиции, пътувания и концерти. Пред армията групата изнася не по-малко от 120 концерта на година. През 1986 г. Милица записва в дует с Илия Ангелов от „Диана Експрес“ – „Скъпа моя, скъпи мой“, песен на Митко Щерев из едноименния филм. През същата година „Тоника СВ“ се разделя и групата напускат Ваня Костова и Стефан Диомов. Това е преломен етап за Милица Божинова, която е извървяла целия златен период на групата с над 1200 концерта в Русия, Украйна, Германия, Чехословакия, Гърция, Австрия и други.
През 1994 г. Милица Божинова се включва в новосъздадената „Фамилия Тоника“ с имена като Ваня Костова, Ева Найденова, Ралица Ангелова, Драгомир Димитров, Георги Найденов, Теодор Шишманов, Иван Христов и Стефан Диомов. Това се случва след бенефисен концерт, събрал легендарните формации в новосъздадената група, а концертите им препълват залите чак до края 2006 г.
През 1996 г. Милица Божинова се отдава на самостоятелна кариера и излиза самостоятелният ѝ албум „Хиромантия“ от каталога на „Рива саунд“. От 2002 г. е в тандем на сцената и в живота с барда Асен Масларски, когато излиза и първият им общ проект „Обичай ме“. През 2008 г. празнува 30 години на сцената, а през 2011 г. продължава да концертира и с колегите си от „Фамилия Тоника“ Ралица Ангелова и Драгомир Димитров като трио, след заболяването на Георги Найденов – Гого.